# 311年
| 千纪： | 1千纪                                                                                           |
| 世纪： | 3世纪 \| 4世纪 \| 5世纪                                                                         |
| 年代： | 280年代 \| 290年代 \| 300年代 \| 310年代 \| 320年代 \| 330年代 \| 340年代                       |
| 年份： | 306年 \| 307年 \| 308年 \| 309年 \| 310年 \| 311年 \| 312年 \| 313年 \| 314年 \| 315年 \| 316年 |
| 纪年： | 辛未年（羊年）；西晋永嘉五年；成汉玉衡元年；前赵光兴二年，嘉平元年                              |

## 大事记
- 戴克里先的继承者、东部奥古斯都伽列里乌斯死后，四帝李锡尼、马克森提乌斯、馬克西米努斯和君士坦丁一世展开夺权斗争
- 晉懷帝下詔以征東大將軍苟晞討伐八王之亂的最後勝利者東海王司馬越，司馬越於項城憂懼而死，意味著八王之亂的終結。
- 琅琊王司馬睿派王導率兵討伐南侵荊州的石勒，石勒接受張賓的建議北還，隨後攻佔新蔡，又進攻許昌。
- 江州刺史華軼因不服司馬睿指揮而被他討伐，兵敗被殺。
- 四月，石勒在苦縣之戰殲滅晉軍十餘萬人。[1]
- 呼延晏向洛陽進軍，晉兵前後十二敗，死者三萬餘人。[1]
- 六月，匈奴劉聰攻陷洛陽，擄西晉懷帝司马炽，縱兵大掠，士民死者三萬餘人，史稱永嘉之亂。[1]
- 蜀民李驤殺害縣令，屯據樂鄉，應詹與杜弢即出兵討平。不久蜀民杜疇和蹇撫又在湘州叛亂，巴蜀流民流亡荊、湘地區。湘州刺史荀眺想要盡誅流民。四、五萬家流民憤而造反，共推蜀人杜弢為主。杜弢自稱梁州、益州二州牧，領湘州刺史，率眾攻佔長沙，生擒荀眺。攻克零陵、桂陽，又東擊武昌、沔陽，佔據豫章多次擊敗晉軍。
- 十月，石勒設宴伏殺王彌，又兼併其部眾，自此實力日增。
- 流人杨武攻陷梁州(今陕西汉中)，后投奔李雄。

## 逝世
- 伽列里烏斯，羅馬帝國皇帝戴克里先的女婿，东部奥古斯都。
- 司马越，晉宣帝司馬懿四弟東武城戴侯司馬馗之孫，八王之亂的第八王。
- 司马晏，晋朝吴王。
- 王衍
- 王彌，曹魏將領王頎之孫。西晉末年的叛民領袖，後歸附漢國為將，官至大將軍。
- 華軼，曹魏司徒華歆的曾孫。在西晉官至江州刺史。